# バン川
バン川（バンがわ、英語：River Bann、アイルランド語：An Bhanna）は北アイルランドの川である。

## 全長
129kmに及ぶ。これは北アイルランド最長。

## 流域
バン川はすべて北アイルランド内を流れる。ダウン県のモーン山地に端を発し、バンフットでネイ湖へ注ぐ。トゥームでネイ湖から流れ出したバン川はポートスチュアートで海へ注ぐ。

## その他
北アイルランドの工業化、特にリンネル産業において重要な役割を果たしてきた川である。今日では鮭と鰻の漁がこの川の経済上最も重要なものである。